# Kagyüpa
 (janvier 2020).
Si vous disposez d'ouvrages ou d'articles de référence ou si vous connaissez des sites web de qualité traitant du thème abordé ici, merci de compléter l'article en donnant les références utiles à sa vérifiabilité et en les liant à la section « Notes et références ».
 (janvier 2020).
- Si vous ne connaissez pas le sujet, laissez ce bandeau (vous pouvez alors contacter les auteurs).
- Si vous supprimez le contenu mis en cause (vous pouvez préalablement contacter les auteurs),

argumentez précisément cette suppression dans la page de discussion
(un manque de référence n'est pas un argument ; une recherche réelle de référence doit avoir été effectuée, être formellement documentée).

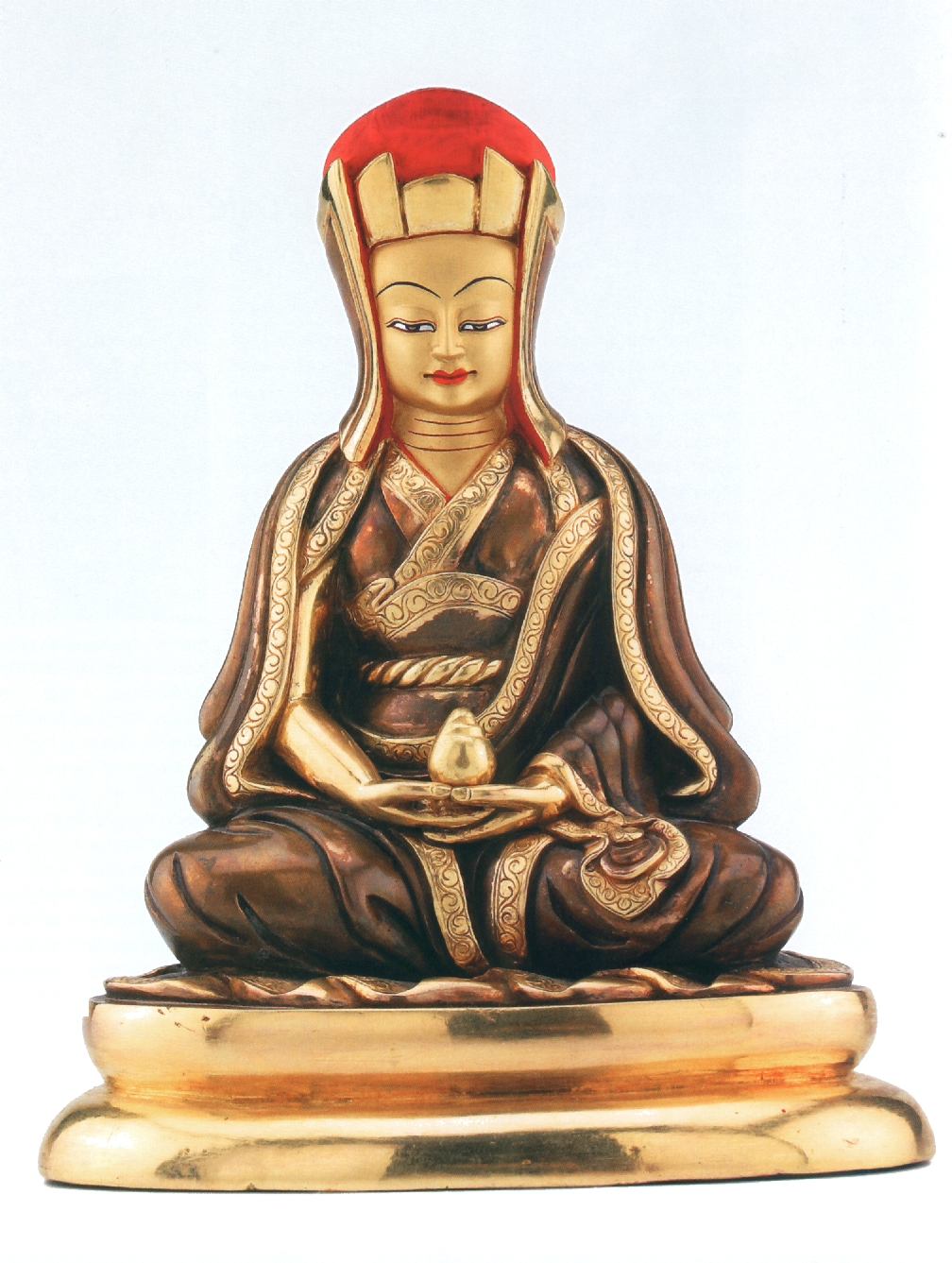
Gampopa Sönam Rinchen, maître historique de la lignée Kagyüpa1 et plus particulièrement de la branche appelée « Karma Kagyü ». Il est considéré comme le fondateur de la lignée-mère Dhagpo Kagyü, et l'ancêtre des « quatre grandes écoles » de la tradition Kagyü du bouddhisme tibétain fondées par quatre de ces disciples.

La lignée Kagyü, ou Kagyu (tibétain : བཀའ་བརྒྱུད་པ་, Wylie : bka' brgyud, pinyin tibétain : Kagyu, THL : kagyü ; chinois simplifié : 噶举派 ; chinois traditionnel : 噶舉派 ; pinyin : gájǔ pài), est l'une des quatre grandes traditions contemporaines du bouddhisme tibétain. Son nom peut se traduire par « transmission orale ». Un pratiquant de la lignée Kagyü est appelé un Kagyüpa, ou Kagyupa.
Elle s’est constituée au XIe siècle à partir d’enseignements indiens récemment importés et s'est rapidement divisée en de nombreuses lignées, dont quatre restent notables au XXIe siècle. Les plus importantes sont les lignées Karma Kagyü (tibétain : ཀར་མ་བཀའ་བརྒྱུད་, Wylie : kar ma bka’ brgyud), la mieux implantée en dehors des régions himalayennes, avec à sa tête le Karmapa, et Drougpa Kagyü (tibétain : བྲུག་པ་བཀའ་བརྒྱུད་, Wylie : brug pa bka’ brgyud), religion officielle du Bhoutan. Drikoung Kagyü et Takloung Kagyü sont deux lignées moins développées. Shangpa Kagyü, une lignée parallèle disparue au XVIe siècle, a refait surface au XIXe siècle.
La tradition Kagyü fut la première à transmettre l’enseignement du mahamoudra, adopté ultérieurement à l’intérieur du courant guéloug à l’initiative du 4e Panchen-lama, Lobsang Chökyi Gyaltsen (1570-1662), donnant naissance à la tradition Ganden-Kagyu.

## Histoire

### Avant kagyu
Selon la tradition bouddhiste, Siddhartha Gautama a laissé plusieurs sortes d'enseignements adaptés aux différentes capacités des êtres, inclus dans le sutrayana (voie des sutras) et le tantrayana (voie des tantras) ; le bouddhisme tibétain ressortit essentiellement à la seconde voie, celle du Bouddhisme vajrayāna. Les premiers disciples du Bouddha ont consigné par écrit ses enseignements oraux ; par la suite, des maîtres ont écrit de nombreux traités en expliquant le sens. À travers les siècles, différentes lignées de transmission se voulant authentiques et précises apparurent, chacune avec ses propres caractéristiques.
Le bouddhisme tibétain inclut tous les enseignements qui proviennent de l'Inde. Grâce aux efforts des traducteurs locaux et des maîtres indiens, le corpus complet des enseignements a été traduit en tibétain. De cette manière, le bouddhisme s’est développé continûment au Tibet jusqu'au milieu du XXe siècle.
Au VIIIe siècle, le roi Trisong Detsen invita Guru Rinpoché et Shantarakshita au Tibet et initia la traduction d'importants textes bouddhistes. C’est ainsi que naquit la tradition nyingma, l'« ancienne tradition », dont les enseignements s'appuient sur les textes de cette première période de traduction. Pendant le XIe siècle, une seconde phase de traduction prit place, accompagnée de la révision de la terminologie des premières traductions. Les traditions qui appuient leur transmission sur cette période sont désignées sous le nom de Sarmapa, « nouvelles traditions ». Les plus connues sont kagyu, sakya et gelug.

### Naissance de la tradition kagyu
La principale tradition kagyu remonte à Marpa le Traducteur (1012-1097), médiateur de la pensée des mahāsiddhas (sage) indiens Tilopa (988-1089) et Naropa (1016-1100). Il fut l’élève direct du dernier, dont il obtint en particulier les quatre transmissions (tibétain : བཀའ་བབས་བཞི་, Wylie : bka’ babs bzhi) de Tilopa et le mahamudra ou « grand sceau », un des systèmes de techniques de libération propre au vajrayāna, avec le dzogchen. En Inde il étudia aussi auprès de Maitripa, Jnanagarbha et Kukuripa. De retour au Tibet, il reçut d’Atisha l’enseignement Kadampa, une ancienne tradition sarmapa absorbée ultérieurement par les traditions gelugpa et kagyupa. Milarépa, son disciple, serait devenu le dépositaire de l’enseignement de la méditation, tandis que d’autres disciples tels que Ngok Chöku Dorje, Tsurton Wange et Meton Chenpo auraient reçu son enseignement philosophique. Ces deux traditions de méditation (sGub-grva) et de philosophie (bShad-grva) sont maintenues dans les monastères kagyu.
Parmi les nombreux disciples de Milarépa, Gampopa (1079-1153) et Rechung Dorjé Drakpa ou Rechungpa (1084-1161) sont chacun à l’origine d’une lignée kagyu. Celle de Rechungpa, Rechung Kagyu ou Dechog Nyangyud, « tradition orale de Dechog » (déité), a disparu en tant que lignée indépendante, mais son enseignement a été repris par Drukpa Kagyu et le groupe Surmang de Karma Kagyu. Gampopa, dépositaire du mahamudra et des six yogas de Nāropa, fonda Dakpo Kagyu, lignée-mère qui se divisa rapidement en quatre lignées fondées par trois disciples directs et un disciple de deuxième génération.
Il existe également une lignée parallèle nommée Shangpa Kagyü, se rattachant non à Marpa mais à Khyungpo Nèldjor (978 ?-1079 ?), yogi et traducteur originaire de Nyemo Ramang (Tibet central), issu comme Milarépa du clan Khyung. Il se rendit au Népal où il eut pour maître Acharya Sumati, puis en Inde où il reçut l’enseignement de Maitreta, Rahulagupta et des dakinis Sukhasiddha et Niguma ; cette dernière est présentée selon les sources comme la sœur ou la parèdre de Naropa. De retour au Tibet, il prononça ses vœux auprès de Langri Thangpa, maître kadampa. La lignée shangpa fonda des monastères à Phenyul et à Shang (Tsang), d’où son nom. La transmission ésotérique se fit directement de maître à un seul élève pendant sept générations jusqu'à Sangye Tönpa (1213-1285, et c'est à compter de son disciple Tsultrim Gompo que les enseignements se sont plus largement répandus.

### Quasi-disparition auXVIIesiècle
Lors de la montée en puissance des Guélougpas, sous l'impulsion des mongols Qoshots dirigés par Güshi Khan, au XVIIe siècle, ils subissent une importante persécution de leur part. Les Mongols détruisirent la quasi-totalité des établissements Kagyu dans les régions centrales du pays ou les transformèrent en établissement Guéloug.
Le 10e karmapa, Chöying Dorje (1604–1674), a bénéficié du patronage du roi de la région du Tsang, Karma Tenkyong Wangpo, alors en guerre ouverte avec les autorités de la région du Ü, qui appuyaient l’école Guéloug et les Mongols. Il fut alors contraint à l’exil pour sauver sa vie.

### Ère moderne
Au XIXe siècle, Jamgon Kongtrul Lodrö Taye, l’un des fondateurs du mouvement non-sectaire rimé, lui consacra un volume de son Trésor des instructions orales (gdams ngag mdzod) et en relança la transmission. C'est l'une de ses « émanations », Kyabje Kalou Rinpoché (1903-1989), qui a fondé plusieurs centres dans le monde à partir de Sonada en Inde, notamment le « Temple des Mille Bouddhas » Dashang-Kagyu Ling en Bourgogne en 1987. Son tulkou (ou « réincarnation ») Yangsi Kalou, né en 1990, a depuis pris la succession, assisté par son régent Kyabje Bokar Rinpoché décédé en 2007.

## Lignées principales
Toutes les lignées Kagyu trouvent leur origine dans Vajradhara, aspect tantrique du bouddha Shakyamouni qui existe en permanence sur le plan du dharmakaya. Gampopa fonda l’école Dagpo Kagyu, qui se subdivisa après lui. On nomme « grandes » les quatre lignées qui proviennent directement de Gampopa ou de son neveu Dakpo Gomtsül :
1. Tselpa Kagyu (tibétain : ཚལ་པ་བཀའ་བརྒྱུད་, Wylie : tshal pa bka' brgyud)
fondée par Dakpo Gomtsül Nyingpa, successeur de Gampopa, et son disciple principal Shang Yutokpa Tsöndrou Dagpo (1123-1193). Cette lignée disparait au xive siècle.
2. Barom Kagyu (tibétain : འབའ་རོམ་བཀའ་བརྒྱུད་, Wylie : ’ba’ rom bka’ brgyud)
fondée par Barom Darma Wangtchouk, école prédominante au Sud-Est du Tibet jusqu’au xixe siècle.
3. Karma Kagyu (tibétain : ཀརྨ་བཀའ་བརྒྱུད་, Wylie : karma bka' brgyud)
fondée par le premier Karmapa, Düsum Khyenpa (1110-1193) ; l'identité du 17e Karmapa fait l'objet d'une controverse.
4. P’agdru Kagyu (tibétain : ཕག་གྲུ་བཀའ་བརྒྱུད་, Wylie : phag gru bka' brgyud)
fondée par Dordjé Gyalpo P’agmo (1111-1172), qui prit le contrôle du Tibet central aux sakyapa (période Phagmodrupa) et introduisit des éléments du lamdre dans la tradition Kagyu.

Cette dernière lignée se subdivisa en les « huit lignées mineures », parce qu’elles s’écartent d’une génération de Gampopa. Pour des raisons politiques, la plupart des monastères de ces lignées furent confisqués par les Guélougpas, et les transmissions sont passées dans les écoles Kagyu et Nyingma. Ci-dessous, seules les trois dernières subsistent :
1. Trophu Kagyu (tibétain : ཁྲོ་ཕུ་བཀའ་བརྒྱུད་, Wylie : khro phu bka' brgyud)
fondée par Rinpoche Gyaltsa (1118-1195) et son frère Künden Répa (1148–1218) qui fonda le monastère Trophu à Tsang (Tibet central). Elle disparait au cours du xviie siècle.
2. Yamzang Kagyu (tibétain : གཡའ་བཟང་བཀའ་བརྒྱུད་, Wylie : g.ya' bzang bka' brgyud)
fondée par Kalden Yeshé Sengué (? - 1207) et son disciple Yasang Chöje Chökyi Mönlam (1169-1233) qui fonda en 1206 le monastère Yamsang (g.yam bzang), qui donne son nom à la lignée ; elle disparait au xvie siècle.
3. Shouksep Kagyu (tibétain : ཤུག་གསེབ་བཀའ་བརྒྱུད་, Wylie : shug gseb bka' brgyud)
fondée par Gyergom Tsultrim Sengué (1144-1204), qui établit le monastère de Shouksep en 1181 à Nyephu, Chushur, Tibet central.
4. Martsang Kagyu (tibétain : སྨར་ཚང་བཀའ་བརྒྱུད་, Wylie : smar tshang bka' brgyud)
fondée par Marpa Rintchen Lodrö, au Kham. Sa tradition est intégrée au XIIe siècle dans le monastère voisin Nyingma de Palyül.
5. Yelpa Kagyu (tibétain : ཡེལ་པ་བཀའ་བརྒྱུད་, Wylie : yel pa bka' brgyud)
fondée par Yelwa Drupthop Yeshé Tsek ;
6. Takloung Kagyu (tibétain : སྟག་ལུང་བཀའ་བརྒྱུད་, Wylie : stag lung bka' brgyud)
fondée par Taklung Thangpa Tashi Pal (1142-1210). Taklung Shapdrung Rinpoche, Taklung Matul Rinpoche et Tsatrul Rinpoche en sont les hiérarques actuels.
7. Droukpa Kagyu (tibétain : འབྲུག་པ་བཀའ་བརྒྱུད་, Wylie : brug pa bka' brgyud)
attribuée à Drupchen Lingrepa Pema Dorje (1128-1188) et son disciple Tsangpa Gyare Yeshe Dorje (1161-1211) ; leur monastère d’origine était Namdruk au Tibet central Kunkhyen ; plus tard Pema Karpo (1527-1592) fonda le monastère Druk Sang-ngak Chöling au Tibet méridional. C’est la religion d’État du Bhoutan, où elle fut introduite par Shaptrung Ngakwang Namgyal. Le Je Khenpo (moine bhoutanais du plus haut rang) et le roi du Bhoutan Jigme Khesar Namgyel Wangchuck en sont les hiérarques pour ce pays ; Kapgön Drukchen Rinpoche, résidant à Darjeeling, est hiérarque pour les autres régions. Il existe des divisions à l’intérieur de Drukpa et tous les sous-groupes ne se considèrent pas comme l’une des « huit petites écoles ».
8. Drikoung Kagyu (tibétain : འབྲི་གུང་བཀའ་བརྒྱུད་, Wylie : bri gung bka' brgyud)
fondée par Drikhung Kyopa Jigten Sumgyi Gönpo (1143-1217) ; Drikung Kyapgön Chetsang Rinpoche (né en 1946) résidant à Dehradun est son hiérarque actuel.

Il y eut au cours des siècles d’autres lignées Kagyu, dont :
- Shangpa Kagyü ((tibétain : ཤང་པ་བཀའ་བརྒྱུད་, Wylie : shang pa bka' brgyud)
fondée par Khyoungpo Neldjor (978–1079). Ses deux principaux maitres furent deux femmes, les dakinis Nigouma et Sukhasiddhi. İl établit son monastère principal dans la région Yérou Shang au sud de Lhassa, d’où le lonm de la lignée. Les enseignements se sont dispersés en une multitude de petites lignées, et c’est Jamgön Kontrül (1813–1899) qui travailla à leur réunification[6].
- Rechung kagyu ou Dechog Nyangyud, lignée de Rechungpa ;

## Textes et pratiques
Hormis le canon tibétain rassemblé dans le Kangyour et le Tanjur, les différents courants kagyu se basent sur des textes plus spécifiques, comme ceux attribués à Marpa, à Milarépa (Les cent mille chants), Gampopa (Le Précieux ornement de la libération), à Drikoung Kyöppa Jigten Sumgön, à Drukpa Kunkhyen et à Pema Karpo, ainsi qu’aux différents Karmapas. Jamgon Kongtrul Lodrö Thayé (1813-1899), l’un des fondateurs du mouvement non-sectaire rimé, a compilé le Trésor des mantras kagyu, rassemblant l’essentiel des enseignements, onctions et sadhanas (méditations).
Comme toutes les lignées du vajrayāna, la lignée Kagyu enseigne la voie tantrique dite « des upayas » (tibétain : ཐབས་ལམ་, Wylie : thabs lam, « voie des moyens habiles »), qui propose différents yogas formant une progression graduelle. Les yidams principaux sont Cakrasamvara et sa parèdre Vajrayogini ou Vajravarahi, les principaux dharmapalas sont Dorje Bernakchen et Palden Lhamo, avec des différences possibles selon les courants ; ainsi, Chagdrupa est un dharmapala plus spécifique à la lignée Shangpa. Une spécificité des kagyupas est le système des six yogas de Nāropa (tibétain : ནཱ་རོ་ཆོས་དྲུག་, Wylie : nA ro chos drug) employé dans la phase de complétion des anuttarayoga-mères. L’adibuddha est Vajradhara.
La lignée Kagyu transmet également une voie de libération (tibétain : གྲོལ་ལམ་, Wylie : grol lam) non tantrique en quatre stades : les quatre yogas du mahamudra (tibétain : ཕྱག་རྒྱ་ཆེན་པོ་, Wylie : phyag rgya chen po), repris par une partie de la lignée guéloug.

## Principaux édifices
De nombreux monastères kagyupa sont apparus au fil des siècles au Tibet et dans l’Himalaya. Les plus célèbres sont Dhaklha Gampo, dans le Tibet méridional, fondé par Gampopa, et Tsourphou fondé par le 1er Karmapa dans la vallée de Tölung au Tibet central, et toujours siège officiel du hiérarque de Karma Kagyu. Citons encore Palpung, Jamgon Kongtrul, Surmang et Ralung, siège du hiérarque de Drougpa Kagyu. Rumtek au Sikkim fut fondé par le 16e Karmapa en exil. À Lhodrak au sud du Tibet, région d’origine de Marpa, on montre encore les vestiges d'une tour de neuf étages dont la tradition attribue la construction à Milarépa.

### Textes
- Gampopa, Le Précieux Ornement de la libération, Padmakara, 5-7-1999,  (ISBN 2906949167 et 978-2906949164)
- Marpa, maître de Milarépa, sa vie, ses chants, Claire Lumière, 2003, 240 p.
- Milarépa, Œuvres complètes : La vie ; Les cent mille chants suivi de Dans les pas de Milarépa, trad Marie-José Lamothe, Fayard, coll. "Les indispensables de la spiritualité", 2006,  (ISBN 2213628971 et 978-2213628974)
- Anonyme, La vie de Naropa. Tonnerre de grande béatitude, trad Marc Rozette, Seuil, coll. "Points Sagesses", 1-10-2004,  (ISBN 2020558092 et 978-2020558099)
- L'Ondée de Sagesse. Chants de la lignée Kagyu, trad. Christian Charrier, Ed. Claire Lumière (2006), 496 p.  (ISBN 2-905998-81-4)

### Études
- Jampa Mackenzie Stewart, Vie de Gampopa, Ed. Claire Lumière (1996).  (ISBN 2-905998-35-0)
- Arnaud Dotézac, Les lamas se cachent pour renaître, préface Françoise Bonardel, Xenia (2008) -  (ISBN 978-2-88892-060-1)
- Lama Kunsang & Marie Aubèle, L'Odyssée des Karmapas, La grande histoire des lamas à la coiffe noire, Ed. Albin Michel (2011).  (ISBN 978-2-226-22150-6)
- Fabrice Midal, La pratique de l’éveil de Tilopa à Trungpa : L’école Kagyü du bouddhisme tibétain, Paris, Éditions du Seuil, coll. « Points Sagesses », 1997, 174 p. (ISBN 978-2-02023-673-7). .
- Charles Manson, The Second Karmapa, Karma Pakshi: Tibetan Mahasiddha, Shambhala, 2022. (ISBN 978-1-55939-467-3)

### Histoire
- (en) Karl Debreczeny, The Black Hat Eccentric: Artistic Visions of the Tenth Karmapa, Rubin Museum of Art, 2012, 33-63 p.
  - Compte rendu : Jean-Luc Achard, « Karl Debreczeny, The Black Hat Eccentric. Artistic Visions of the Tenth Karmapa, with contributions by Ian A. Alsop, David P. Jackson & Irmgard Mengele, 2012 », Bulletin de l'École française d'Extrême-Orient, t. 99,‎ 2012, p. 431-433 (lire en ligne)